# Заммер, Маттиас
Матти́ас За́ммер (нем. Matthias Sammer; 5 сентября 1967, Дрезден, Саксония, ГДР) — немецкий футболист, защитник и полузащитник. Игрок сборной ГДР и сборной Германии. В 1996 году в составе сборной стал чемпионом Европы и был признан лучшим игроком года в Европе («Золотой мяч»). После завершения игровой карьеры занят тренерской и административной деятельностью.

## Клубная карьера

### «Динамо» Дрезден
Начал карьеру в команде «Динамо» (Дрезден), когда он присоединился к молодежному составу клуба в девять лет в 1976 году. Дебютировал за взрослую команду под руководством своего отца Клауса Заммера в сезоне 1985/86. Играя на позиции нападающего, забил восемь голов в первом сезоне, а «Динамо» закончило чемпионат на пятом месте в Оберлиге ГДР. После того, как в следующем сезоне новым менеджером стал Эдвард Гейер, он нашёл свое оптимальное место в центре полузащиты во время сезона 1987/88.
В сезоне 1988/89 Заммер с командой выиграл чемпионат ГДР. В этом же сезоне клуб достиг полуфинала Кубка УЕФА, где проиграл «Штутгарту». В следующем году динамовцы выиграли лигу и кубок, защитив чемпионский титул, а также победив в 1990 году в кубке ГДР.

### «Штутгарт»
Летом 1990 года Заммер стал игроком «Штутгарта». В своём дебютном сезоне в Бундеслиге отличился 11 раз, став вторым среди бомбардиров своей команды и поделив место в топ-10 чемпионата. Клуб занял шестое место, дающее путёвку в Кубок УЕФА. В следующем сезоне Заммер отметился девятью голами, а клуб стал чемпионом.

### «Интернационале»
После двух сезонов в «Штутгарте» Маттиас присоединился к миланскому «Интеру». Несмотря на сравнительно успешное выступление (4 гола в 11 матчах, включая важный мяч в ворота «Ювентуса» в Дерби Италии), игрок не смог адаптироваться в Италии, и в январе 1993 года вернулся на родину.

### «Боруссия» Дортмунд
В зимнее трансферное окно чемпионата Германии 1992/93 Заммер подписал контракт с дортмундской «Боруссией», и за вторую половину сезона сыграл 17 матчей, отметившись десятью голами.
В следующем сезоне главный тренер команды Оттмар Хитцфельд перевёл Заммера из полузащиты на позицию либеро. В этой роли Заммер провёл следующие пять сезонов. В 1995 и 1996 годах «Боруссия» стала сильнейшем клубом Германии, а в 1997 году стала победителем Лиги чемпионов и обладательницей Межконтинентального кубка. Кроме того, под лидерством Заммера «Боруссия» завоевала два Суперкубка Германии в 1995 и 1996 годах.
В 1995 и 1996 годах Заммер был назван футболистом года в Германии, а по итогам 1996 года получил Золотой мяч.
Следующий сезон стал для Заммера последним: серьёзная травма колена, после которой он так и не смог восстановиться, прервала карьеру игрока в 1998 году.

## Международная карьера
Заммер выступал за команды ГДР различных молодёжных и юношеских возрастов, а в 1987 году дебютировал в основной сборной ГДР.
В 1990 году он начал выступать в составе объединённой сборной Германии, став в её составе первым выходцем из ГДР. Примечательно, что в отборочном цикле чемпионата Европы 1992 года Маттиас успел сыграть за две сборные, принеся своим дублем в стартовом матче победу над Бельгией. Позднее этот матч (который стал последним в истории сборной ГДР) был признан товарищеским, а Заммер оказался в составе сборной Германии. На самом Евро Заммер помог своей команде добраться до финала. Чемпионат мира 1994 Заммер также провёл на высоком уровне.
Пиком игровой карьеры для него стал Евро-1996, ставший для сборной Германии победным. Наряду с Юргеном Клинсманом Заммер был лидером «бундестим», демонстрировал яркую игру и сумел отличиться двумя голами: в ворота сборной России на групповом этапе и в ворота сборной Хорватии в четвертьфинале (этот гол стал победным). По итогам турнира Маттиас был признан лучшим его игроком, однако он стал последним в его международной карьере.

## Тренерская карьера
В апреле 2000 года Заммер вошёл в тренерский штаб дортмундской «Боруссии», который возглавил опытный тренер Удо Латтек. «Шмели» боролись за выживание в Бундеслиге и тренерскому дуэту удалось спасти команду от вылета. После этого Латтек покинул команду, а пост главного тренера занял Маттиас. Уже в следующем сезоне «Боруссия» стала третьей, а в 2002 году завоевала чемпионский титул. В том же году дортмундцы дошли до финала Кубка УЕФА, где со счётом 2:3 уступили нидерландскому «Фейеноорду». Следующие два сезона Заммер продолжал тренировать команду, однако её результаты были скромнее.
В 2004 году Заммер возглавил «Штутгарт», с которым продемонстрировал достойный результат, заняв по итогам сезона 5-е место и получил путёвку в Кубок УЕФА. После этого сезона, 3 июня 2005 года, Маттиас принял решение завершить тренерскую карьеру.

## Административная карьера
С февраля 2006 по июль 2012 года Заммер занимал пост спортивного директора Немецкого футбольного союза. На этом посту внёс заметный вклад по выводу немецкого футбола из кризиса, разразившегося в конце 1990-х годов. Сборная Германии за этот период стала серебряным призёром Евро-2008 и бронзовым призёром чемпионата мира 2010, была сформирована основа той команды, которая в 2014 году выиграла «мундиаль».
В июле 2012 года Заммер занял аналогичную должность в мюнхенской «Баварии». Период его работы в этом клубе запомнился громкими приобретениями (состав мюнхенцев пополнили Хави Мартинес, Роберт Левандовский, Матс Хуммельс, Марио Гётце, Артуро Видаль и другие известные игроки, а пост главного тренера занял Хосеп Гвардиола), а также завоеванием «требла». После четырёх лет работы Заммер ушёл в отставку по состоянию здоровья.
В марте 2018 года стало известно, что Заммер вернулся в дортмундскую «Боруссию», но уже в качестве консультанта клуба.

## Статистика

### Клубная статистика
| Выступление         | Выступление      | Выступление      | Чемпионат | Чемпионат | Кубки | Кубки | Еврокубки | Еврокубки | Итого | Итого |
| Клуб                | Лига             | Сезон            | Игры      | Голы      | Игры  | Голы  | Игры      | Голы      | Игры  | Голы  |
| ------------------- | ---------------- | ---------------- | --------- | --------- | ----- | ----- | --------- | --------- | ----- | ----- |
| Динамо (Дрезден)    | Оберлига         | 1985/86          | 18        | 8         | 0     | 0     | 6         | 2         | 24    | 10    |
| Динамо (Дрезден)    | Оберлига         | 1986/87          | 20        | 7         | 0     | 0     | 0         | 0         | 20    | 7     |
| Динамо (Дрезден)    | Оберлига         | 1987/88          | 19        | 8         | 1     | 0     | 2         | 0         | 22    | 8     |
| Динамо (Дрезден)    | Оберлига         | 1988/89          | 25        | 6         | 0     | 0     | 10        | 0         | 35    | 6     |
| Динамо (Дрезден)    | Оберлига         | 1989/90          | 20        | 10        | 4     | 4     | 2         | 0         | 26    | 14    |
| Динамо (Дрезден)    | Итого            | Итого            | 102       | 39        | 5     | 4     | 20        | 2         | 127   | 45    |
| Штутгарт            | Бундеслига       | 1990/91          | 30        | 11        | 3     | 1     | 0         | 0         | 33    | 12    |
| Штутгарт            | Бундеслига       | 1991/92          | 33        | 9         | 3     | 1     | 3         | 1         | 39    | 11    |
| Штутгарт            | Итого            | Итого            | 63        | 20        | 6     | 2     | 3         | 1         | 72    | 23    |
| Интернационале      | Серия А          | 1992/93          | 11        | 4         | 1     | 0     | 0         | 0         | 12    | 4     |
| Интернационале      | Итого            | Итого            | 11        | 4         | 1     | 0     | 0         | 0         | 12    | 4     |
| Боруссия (Дортмунд) | Бундеслига       | 1992/93          | 17        | 10        | 0     | 0     | 0         | 0         | 17    | 10    |
| Боруссия (Дортмунд) | Бундеслига       | 1993/94          | 29        | 4         | 2     | 0     | 8         | 0         | 39    | 4     |
| Боруссия (Дортмунд) | Бундеслига       | 1994/95          | 28        | 4         | 1     | 1     | 7         | 0         | 36    | 5     |
| Боруссия (Дортмунд) | Бундеслига       | 1995/96          | 22        | 3         | 4     | 1     | 6         | 0         | 32    | 4     |
| Боруссия (Дортмунд) | Бундеслига       | 1996/97          | 16        | 0         | 2     | 0     | 5         | 0         | 23    | 0     |
| Боруссия (Дортмунд) | Бундеслига       | 1997/98          | 3         | 0         | 2     | 0     | 1         | 0         | 6     | 0     |
| Боруссия (Дортмунд) | Итого            | Итого            | 115       | 21        | 11    | 2     | 27        | 0         | 153   | 23    |
| Всего за карьеру    | Всего за карьеру | Всего за карьеру | 291       | 84        | 23    | 8     | 50        | 3         | 364   | 95    |

### Тренерская статистика
| Команда             | Начало работы | Завершение работы | Показатели | Показатели | Показатели | Показатели | Показатели |
| Команда             | Начало работы | Завершение работы | М          | В          | Н          | П          | % побед    |
| ------------------- | ------------- | ----------------- | ---------- | ---------- | ---------- | ---------- | ---------- |
| Боруссия (Дортмунд) | 1 июля 2000   | 30 июня 2004      | 185        | 91         | 45         | 49         | 049,19     |
| Штутгарт            | 1 июля 2004   | 2 июня 2005       | 47         | 25         | 8          | 14         | 053,19     |
| Итого               | Итого         | Итого             | 232        | 116        | 53         | 63         | 050,00     |

## Достижения

### Как игрок
«Динамо» (Дрезден)
- Чемпион ГДР (2): 1989, 1990
- Обладатель Кубка ГДР: 1990

«Штутгарт»
- Чемпион Германии: 1992

«Боруссия» Дортмунд
- Чемпион Германии (2): 1995, 1996
- Победитель Лиги чемпионов УЕФА: 1997
- Обладатель Межконтинентального кубка: 1997
- Обладатель Суперкубка Германии (3): 1995, 1996, 1997

Сборная Германии
- Чемпион Европы среди юношей (до 18 лет): 1986
- Вице-чемпион Европы: 1992
- Чемпион Европы: 1996

### Как тренер
«Боруссия» Дортмунд
- Чемпион Германии: 2002
- Финалист Кубка УЕФА: 2002
- Финалист Кубка немецкой лиги: 2003

### Личные достижения
- Обладатель Золотого мяча (France Football): 1996
- Футболист года в Германии: 1995, 1996
- Лучший игрок чемпионата Европы 1996
- Третий футболист года в Европе по версии Onze Mondial: 1996
- Входит в состав символической сборной Европы по версии ESM: 1995
- Входит в состав символической сборной чемпионата Германии по версии Kicker (2): 1990/91, 1994/95
- Входит в состав символической сборной по итогам чемпионата Европы по версии УЕФА: 1996
- Входит в список величайших футболистов XX века журнала «Мировой футбол»